# جيم غالواي
جيم غالواي هو عازف ساكسفون كندي، ولد في 28 يوليو 1936 في كيلوينينغ ‏ في المملكة المتحدة، وتوفي في 30 ديسمبر 2014 في تورونتو في كندا.

## وصلات خارجية
- جيم غالواي على موقع ميوزك برينز (الإنجليزية)
- جيم غالواي على موقع أول ميوزيك (الإنجليزية)
- جيم غالواي على موقع ديسكوغز (الإنجليزية)